# Lernantsk
Lernantsk ou Lernantsq (en arménien Լեռնանցք ; jusqu'en 1950 Spitak) est une communauté rurale du marz de Lorri en Arménie. En 2008, elle compte 1 605 habitants.